# Chrysopolis
Chrysopolis a fost un oraș grec antic situat pe malul răsăritean al Bosforului, vizavi de Constantinopol, în Bitinia, Asia Mică, pe actualul teritoriu al Republicii Turcia. În prezent atât Chrysopolis, cât și Constantinopolul reprezintă districte ale Istanbulului.

## Istorie

### Antichitate
Urba a fost fondată în secolul al VII-lea î.Hr. de către coloniști greci veniți din Calcedon (aflat în vecinătate) în timpul marilor colonizări grecești.
Așezarea a fost în special importantă pentru bătălia purtată aici între doi Împărați romani, anume Sfântul Împărat Constantin I cel Mare și Licinius, în 324. 

### Evul Mediu
În 1071, în timpul domniei lui Împăratului Bizantin Mihail al VII-lea Ducas, Chrysopolis a fost atacat și incendiat de normanzi, ca urmare a războaielor normande-bizantine.